# Zarząd Transportu Metropolitalnego
Zarząd Transportu Metropolitalnego, ZTM – jednostka organizacyjna Górnośląsko-Zagłębiowskiej Metropolii, utworzona 22 listopada 2017 roku w celu organizowania, zarządzania i nadzorowania lokalnego transportu zbiorowego na terenie miast należących do związku metropolitalnego, gmin, z którymi podpisano stosowne porozumienie oraz gmin ościennych (w sumie 57 miast i gmin). Jest to największy obszarowo organizator transportu publicznego w Polsce.

## Historia
Zarząd Transportu Metropolitalnego został powołany 22 listopada 2017 przez Zgromadzenie GZM uchwałą nr III/16/2017. Tego samego dnia, uchwałą III/17/2017 nadano mu statut. 1 stycznia 2019 r. ZTM przejął obowiązki dotychczasowych organizatorów transportu na terenie byłych związków (KZK GOP, MZKP Tarnowskie Góry, MZK Tychy).
W styczniu 2019 r. dyrektorem ZTM wybrano Małgorzatę Gutowską.

## Obszar
Zarząd Transportu Metropolitalnego świadczy usługi na terenie następujących 57 miast i gmin:

- Będzin
- Bieruń
- Bobrowniki
- Bojszowy
- Bytom
- Chełm Śląski
- Chorzów
- Czeladź
- Czerwionka-Leszczyny
- Dąbrowa Górnicza
- Gierałtowice
- Gliwice
- Imielin
- Jaworzno
- Katowice
- Knurów
- Kobiór
- Koziegłowy
- Krupski Młyn
- Lędziny
- Łaziska Górne
- Łazy
- Miasteczko Śląskie
- Miedźna
- Mierzęcice
- Mikołów
- Mysłowice
- Myszków
- Ornontowice
- Orzesze
- Oświęcim
- Ożarowice
- Piekary Śląskie
- Pilchowice
- Psary
- Pszczyna
- Pyskowice
- Radzionków
- Ruda Śląska
- Rudziniec
- Siemianowice Śląskie
- Siewierz
- Sławków
- Sosnowiec
- Sośnicowice
- Świerklaniec
- Świętochłowice
- Tarnowskie Góry
- Toszek
- Tworóg
- Tychy
- Wielowieś
- Wojkowice
- Wyry
- Zabrze
- Zbrosławice
- Żory

Zarząd Transportu Metropolitalnego organizuje sieć ponad 500 linii komunikacyjnych (autobusy, tramwaje, trolejbusy) obsługujących prawie 7 tys. przystanków. Codziennie na drogi wyjeżdża ok. 1500 pojazdów pod szyldem ZTM. Pasażerowie mogą śledzić ich rzeczywisty czas odjazdu z przystanków za pomocą tablic Systemu Dynamicznej Informacji Pasażerskiej (SDIP), których jest ok. 550. SDIP to bardzo ważny element informacji pasażerskiej dla organizatora transportu, oprócz informacji o odjazdach, na tablicach wyświetlane są istotne komunikaty związane z organizacją transportu bądź informacje o jakości powietrza w rejonie. Ponadto nowo montowane tablice posiadają kamery, za sprawą których jest podnoszone bezpieczeństwo na przystankach.

## Operatorzy
Obsługę linii komunikacyjnych ZTM (autobusy, tramwaje, trolejbusy) zapewniają przedsiębiorstwa:
- samorządowe:
  - Przedsiębiorstwo Komunikacji Metropolitalnej w Świerklańcu
  - Przedsiębiorstwo Komunikacji Miejskiej w Katowicach
  - Przedsiębiorstwo Komunikacji Miejskiej w Sosnowcu
  - Przedsiębiorstwo Komunikacji Miejskiej w Tychach
  - Przedsiębiorstwo Komunikacji Miejskiej w Gliwicach
  - Tyskie Linie Trolejbusowe
  - Tramwaje Śląskie
- prywatne, m.in.:
  - Przedsiębiorstwo Komunikacji Samochodowej w Grodzisku Mazowieckim[11]
  - Przedsiębiorstwo Komunikacji Samochodowej w Gostyninie
  - Przedsiębiorstwo Komunikacji Samochodowej w Tarnobrzegu
  - PKS Południe
  - INTRANS Group Anna Szelejewska
  - IREX/METEOR
  - Kłosok Żory
  - LZ Marcin Lazar
  - Transport Benedykt Nowak
  - Transport Rzemyk
  - Transgór Mysłowice
  - Usługi Transportowe Krzysztof Pawelec

Dodatkowo, wyżej wskazani i inni operatorzy tworzą konsorcja. W sumie, razem z konsorcjami, ZTM zleca obsługę linii ponad 20 podmiotom.

## Bilety

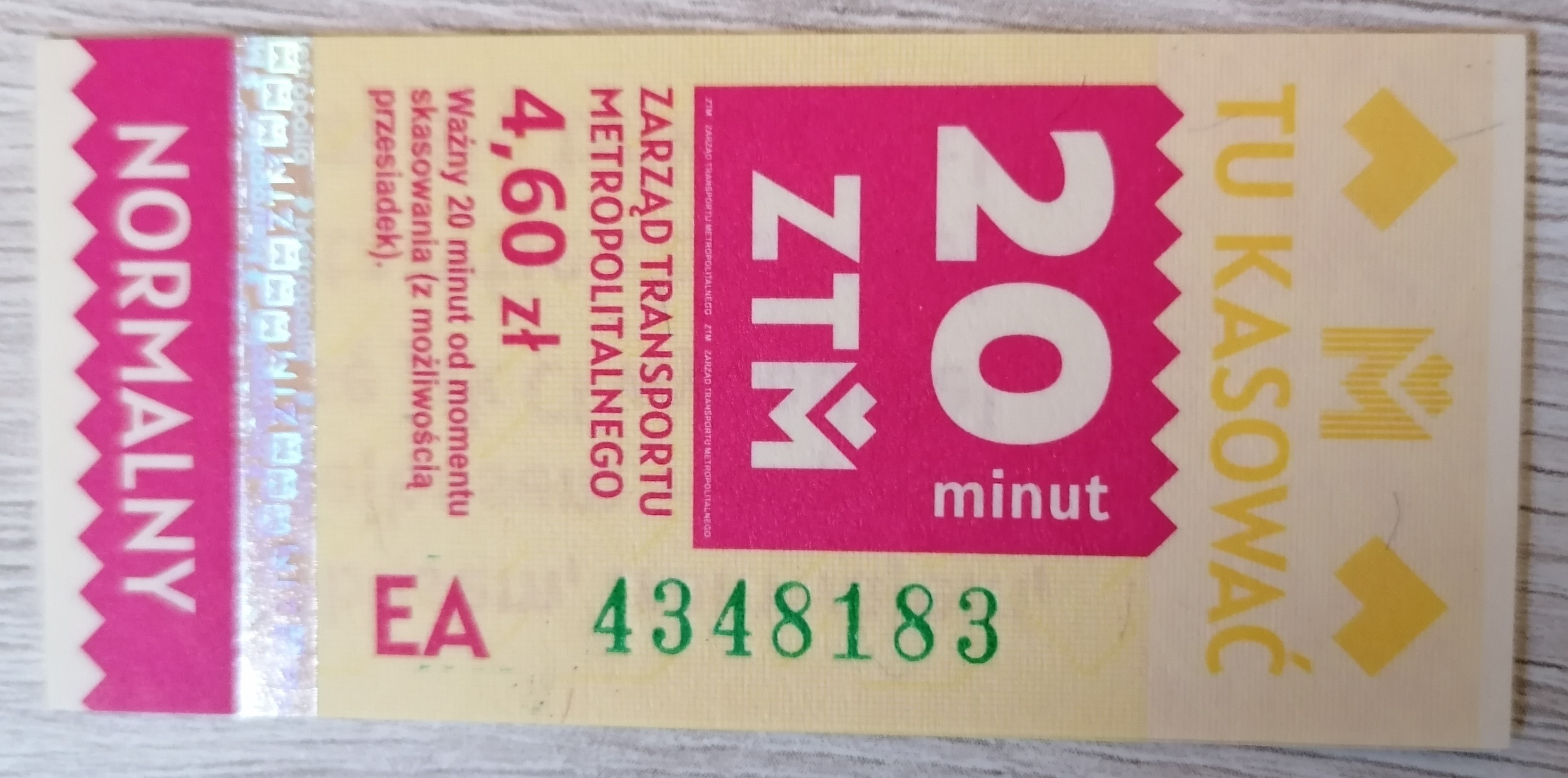
Bilet 20-minutowy (kwiecień 2024).

Zarząd Transportu Metropolitalnego oferuje bilety jednorazowe (krótkookresowe), dostępne w wersji czasowej (20-, 40- i 90-minutowe). Ponadto jest możliwość kupienia biletów wieloprzejazdowych (20, 40 i 80 przejazdów ważnych przez 180 dni), które kodowane były na ŚKUP i aplikacjach internetowych. Pasażerowie mogą również korzystać z biletów średniookresowych - dziennych (ważnych w dniu skasowania), 24-godzinnych oraz 7-dniowych. Bilety długookresowe dzielą się na trzy typy: 30-, 90- i 180-dniowe. 
Pełną ofertę biletów, włącznie z biletami okresowymi, można kupić z użyciem wdrożonej w 2024 dedykowanej aplikacji Metroappka Transport GZM.

## Metrobilety
Metrobilet to bilet imienny, ważny przez jeden miesiąc. Uprawnia do nieograniczonej liczby przejazdów komunikacją ZTM oraz pociągami Kolei Śląskich na obszarze GZM (w zależności, który bilet wybiera pasażer i z wyjątkiem pociągów, w których obowiązuje taryfa specjalna oraz pociągów o charakterze komercyjnym). Dodatkowo dwa warianty Metrobiletów (czerwony oraz cała Metropolia) uprawniają również do nieograniczonej liczby przejazdów na odcinku Katowice – Sławków, obsługiwanym przez POLREGIO (z wyjątkiem pociągów, w których obowiązuje taryfa specjalna oraz pociągi o charakterze komercyjnym).

Logo systemu Transport GZM

W sumie pasażerowie mają do wyboru siedem wariantów Metrobiletów (w cenie normalnej oraz ulgowej) – strefa Katowice, pięć stref kolorowych (czerwona, niebieska, pomarańczowa, zielona, żółta) oraz bilet na całą Metropolię.

### Warianty Metrobiletu[15][16]

#### Strefa Katowice
Ważny na terenie Miasta Katowice: w komunikacji miejskiej ZTM oraz na wszystkich liniach kolejowych obsługiwanych przez Koleje Śląskie. 

#### Żółty
Ważny na całej sieci w komunikacji miejskiej ZTM oraz na obsługiwanych przez KŚ odcinkach linii kolejowych: Tarnowskie Góry – strefa Katowice (włącznie) i Bytom – Gliwice.

#### Zielony
Ważny na całej sieci w komunikacji miejskiej ZTM oraz na obsługiwanych przez KŚ odcinkach linii kolejowych: Gliwice – strefa Katowice (włącznie), Knurów – Gliwice.

#### Czerwony
Ważny na całej sieci w komunikacji miejskiej ZTM oraz na obsługiwanym przez KŚ odcinku linii kolejowej Dąbrowa Górnicza Sikorka – strefa Katowice (włącznie), a także na obsługiwanym przez POLREGIO odcinku linii kolejowej Katowice – Sławków.

#### Niebieski
Ważny na całej sieci w komunikacji miejskiej ZTM oraz na obsługiwanym przez KŚ odcinku linii kolejowej Nowy Bieruń – strefa Katowice (włącznie).

#### Pomarańczowy
Ważny na całej sieci w komunikacji miejskiej ZTM oraz na obsługiwanych przez KŚ odcinkach linii kolejowych: Tychy Lodowisko – strefa Katowice (włącznie), Łaziska Górne Brada – strefa Katowice (włącznie), Kobiór – strefa Katowice (włącznie)
Zakup biletu na wybraną strefą określoną kolorem automatycznie pozwala korzystać również z całej strefy Katowice.

## Rozwój i jakość usług

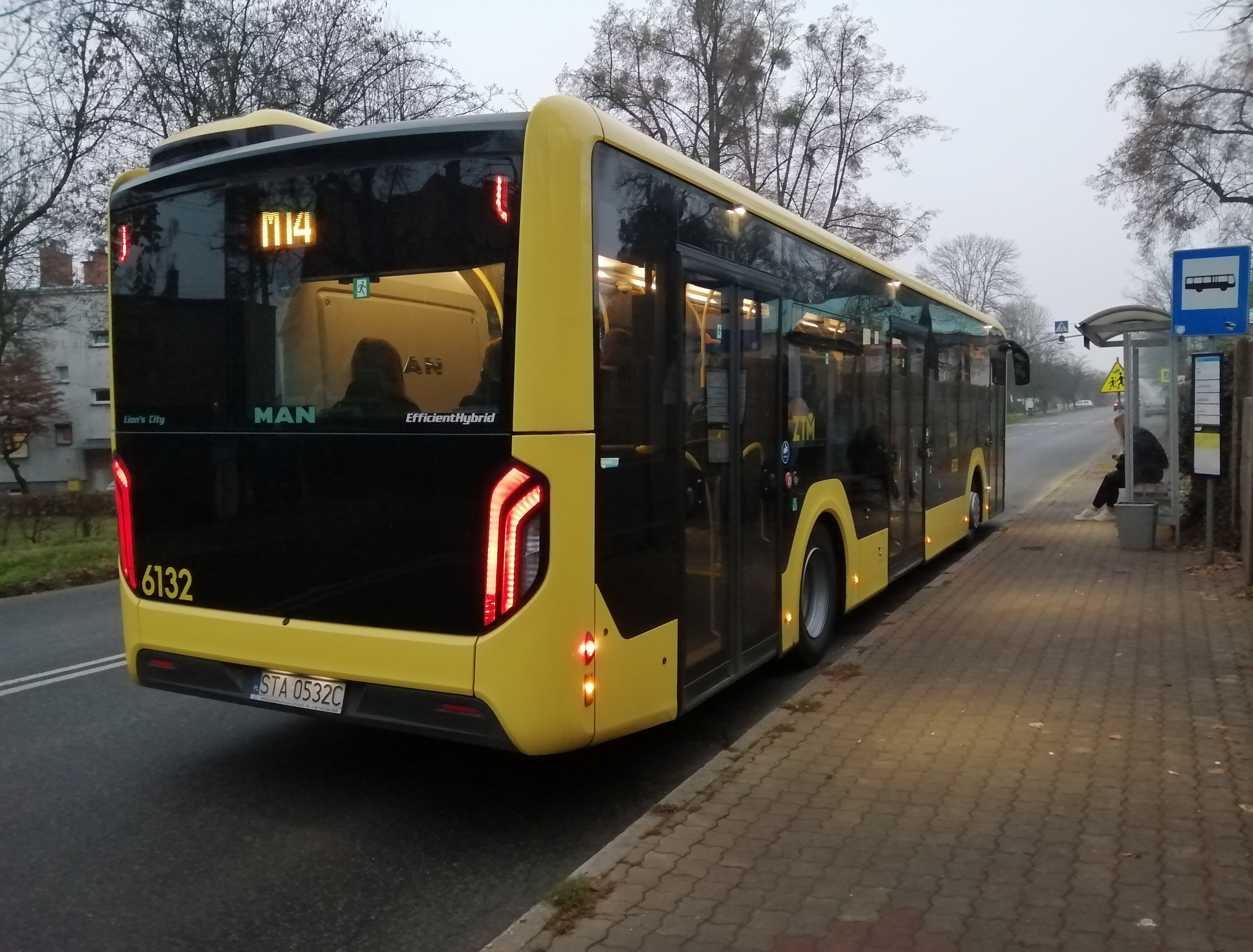
Autobus MAN Lion’s City 12 EfficientHybrid na linii metropolitalnej M14

Zarząd Transportu Metropolitalnego, oprócz bieżących wprowadzanych zmian, wynikających na przykład z remontami czy budowami nowych dróg, przygotowuje długofalowe plany modernizacji i usprawnień całej sieci. Polegają one m.in. na lepszym skomunikowaniu miast i poszczególnych osiedli oraz zwiększeniu przejrzystości siatki połączeń. Cele te realizowane są przez wprowadzenie np. linii lotniskowych czy Metrolinii – unikatowych połączeń w skali Polski. W ramach rozwoju organizator transportu dostosowuje ofertę przewozową do zmieniających się potrzeb pasażerów i zwiększa efektywność wykorzystania taboru, zwłaszcza niskopodłogowego.
ZTM stale podnosi jakość świadczonych usług m.in. ujednolica System Informacji Wizualnej na słupkach przystankowych, które zostały przejęte przez ZTM po trzech poprzednich organizatorach. Docelowo będą one wyglądać podobnie, ponadto będą w większym stopniu dostosowane do potrzeb osób z niepełnosprawnościami oraz cechować się większą funkcjonalnością i estetyką. ZTM podnosząc jakoś usług wypracowuje Standaryzację Informacji Wizualnej i ujednolica zapowiedzi głosowe, dzięki czemu wszystkie pojazdy będą wyglądać zgodnie z przyjętymi przez organizatora transportu wytycznymi.
W ramach podnoszenia świadczonych usług ZTM regularnie prowadzi badania napełnień i inne kontrole w terenie. Te ostatnie prowadzone są również wspólnie z Inspekcją Transportu Drogowego i Policją.

### Metrolinie ZTM
Według stanu na luty 2024 roku na terenie Górnośląsko-Zagłębiowskiej Metropolii funkcjonowały 32 linie metropolitalne („metrolinie”), których organizacją zajmuje się Zarząd Transportu Metropolitalnego:
| Numer linii | Przystanek początkowy                             | Przystanek końcowy                          | Obsługiwane gminy                                                                             | Data uruchomienia | Źródło        |
| ----------- | ------------------------------------------------- | ------------------------------------------- | --------------------------------------------------------------------------------------------- | ----------------- | ------------- |
| M1          | Katowice Mickiewicza (Katowice Dworzec)           | Gliwice Centrum Przesiadkowe                | Katowice, Chorzów, Świętochłowice, Ruda Śląska, Zabrze, Gliwice                               | 2021-05-08        | [ 18 ] [ 19 ] |
| M24         | Katowice Mickiewicza                              | Zabrze Goethego                             | Katowice, Chorzów, Świętochłowice, Ruda Śląska, Zabrze                                        | 2021-05-08        | [ 18 ]        |
| M2          | Katowice Piotra Skargi (Katowice Dworzec)         | Gołonóg Zajezdnia (Tworzeń Huta Katowice)   | Katowice, Sosnowiec, Dąbrowa Górnicza                                                         | 2021-05-08        | [ 18 ] [ 20 ] |
| M3          | Katowice Piotra Skargi (Katowice Dworzec)         | Tarnowskie Góry Dworzec                     | Katowice, Chorzów, Bytom, Tarnowskie Góry                                                     | 2021-05-08        | [ 18 ]        |
| M4          | Katowice Piotra Skargi (Katowice Dworzec)         | Zagórze Zajezdnia (Ostrowy Górnicze Pomnik) | Katowice, Sosnowiec                                                                           | 2021-05-08        | [ 18 ]        |
| M18         | Tychy Osiedle „Z1”                                | Gliwice Centrum Przesiadkowe                | Tychy, Mikołów, Gierałtowice, Gliwice                                                         | 2021-05-08        | [ 18 ] [ 19 ] |
| M22         | Katowice Sądowa                                   | Międzyrzecze Gospoda                        | Katowice, Mysłowice, Imielin, Lędziny, Bieruń, Bojszowy                                       | 2021-07-03        | [ 21 ]        |
| M101        | Katowice Sądowa                                   | Wesoła Kopalnia                             | Katowice, Mysłowice                                                                           | 2021-07-03        | [ 21 ] [ 22 ] |
| M102        | Tarnowskie Góry Dworzec                           | Bytom Dworzec                               | Tarnowskie Góry, Radzionków, Bytom                                                            | 2021-08-07        | [ 23 ]        |
| M108        | Tychy Lodowisko                                   | Imielin Wiadukt                             | Tychy, Bieruń, Chełm Śląski, Imielin                                                          | 2021-08-07        | [ 23 ]        |
| AP          | Katowice Sądowa                                   | Pyrzowice Port Lotniczy (Katowice Airport)  | Katowice, Ożarowice                                                                           | 2022-01-01        | [ 24 ]        |
| M19         | Sosnowiec Urząd Miasta                            | Pyrzowice Port Lotniczy (Katowice Airport)  | Sosnowiec, Będzin, Psary, Mierzęcice, Ożarowice                                               | 2022-01-01        | [ 25 ]        |
| M100        | Gliwice Centrum Przesiadkowe                      | Sośnicowice Centrum Przesiadkowe            | Gliwice, Sośnicowice                                                                          | 2022-02-12        | [ 26 ] [ 19 ] |
| M104        | Żerniki Osiedle                                   | Stanica Kościół                             | Gliwice, Pilchowice                                                                           | 2022-02-12        | [ 26 ]        |
| M28         | Katowice Plac Wolności                            | Osiedle Wieczorka Dworzec                   | Katowice, Siemianowice Śląskie, Piekary Śląskie                                               | 2022-02-12        | [ 26 ]        |
| M14         | Gliwice Centrum Przesiadkowe                      | Siedliska Cargo (Pyrzowice Port Lotniczy)   | Gliwice, Zbrosławice, Zabrze, Bytom, Tarnowskie Góry, Świerklaniec, Ożarowice, Mierzęcice     | 2022-03-12        | [ 27 ] [ 19 ] |
| M107        | Pyskowice Szpitalna (Pyskowice Plac Wyszyńskiego) | Tarnowskie Góry Dworzec                     | Pyskowice, Zbrosławice, Tarnowskie Góry                                                       | 2022-06-25        | [ 28 ]        |
| M105        | Pyskowice Szpitalna                               | Szczygłowice Centrum Przesiadkowe           | Pyskowice, Gliwice, Knurów                                                                    | 2022-06-25        | [ 28 ]        |
| M10         | Katowice Aleja Korfantego                         | Kobiór Centrum (Tychy OS ''Z1'')            | Katowice, Tychy, Kobiór                                                                       | 2022-07-16        | [ 29 ]        |
| M11         | Katowice Sądowa                                   | Siedliska Cargo                             | Katowice, Siemianowice Śląskie, Piekary Śląskie, Wojkowice, Bobrowniki, Ożarowice, Mierzęcice | 2022-07-30        | [ 30 ]        |
| M16         | Gliwice Centrum Przesiadkowe                      | Osiedle Wieczorka Dworzec                   | Gliwice, Zabrze, Bytom, Piekary Śląskie                                                       | 2022-08-20        | [ 31 ] [ 19 ] |
| M116        | Osiedle Wieczorka Dworzec                         | Pyrzowice Port Lotniczy (Katowice Airport)  | Piekary Śląskie, Bobrowniki, Ożarowice, Mierzęcice                                            | 2022-08-20        | [ 31 ]        |
| M23         | Katowice Piotra Skargi                            | Siewierz Dom Kultury                        | Katowice, Sosnowiec, Będzin, Psary, Siewierz                                                  | 2022-09-03        | [ 32 ]        |
| M15         | Tychy Towarowa                                    | Sosnowiec Szpital Wojewódzki                | Tychy, Lędziny, Mysłowice, Sosnowiec                                                          | 2022-11-10        | [ 33 ]        |
| M109        | Osiedle Mydlice Pętla                             | Sławków ZWM                                 | Dąbrowa Górnicza, Sławków                                                                     | 2022-11-10        | [ 33 ]        |
| M106        | Gliwice Centrum Przesiadkowe                      | Rudziniec UG - PKP                          | Gliwice, Rudziniec                                                                            | 2023-01-01        | [ 34 ]        |
| M103        | Dobieszowice Skrzyżowanie                         | Dąbrowa Górnicza Dworzec PKP                | Bobrowniki, Psary, Dąbrowa Górnicza                                                           | 2023-01-14        | [ 35 ]        |
| M25         | Katowice Sądowa                                   | Czeladź Dworzec                             | Katowice, Siemianowice Śląskie, Czeladź                                                       | 2023-02-25        | [ 36 ]        |
| M12         | Katowice Sądowa                                   | Gostyń Drzymały                             | Katowice, Mikołów, Łaziska Górne, Wyry                                                        | 2023-06-03        | [ 37 ]        |
| M13         | Katowice Sądowa                                   | Bobrek Inwestycyjna Pętla II                | Katowice, Mysłowice, Sosnowiec                                                                | 2023-06-03        | [ 37 ]        |
| M17         | Bytom Dworzec                                     | Sosnowiec Urząd Miasta                      | Bytom, Piekary Śląskie, Siemianowice Śląskie, Czeladź, Sosnowiec                              | 2023-06-03        | [ 37 ]        |
| M21         | Bytom Dworzec                                     | Wygoda Skrzyżowanie                         | Bytom, Ruda Śląska, Mikołów                                                                   | 2023-09-23        | [ 38 ]        |

## Nagrody
W 2021 r. organizacja została nagrodzona tytułem „Przyjazny Pracodawca 2020” przez Ogólnokrajowy Pracowniczy Związek Zawodowy „Konfederacja Pracowników” za modelowe połączenie realizacji trudnych wyzwań, jakie przyniosła pandemia covid-19, z troską o komfort pracy i bezpieczeństwo swoich pracowników.
W 2023 r. ZTM został laureatem ogólnopolskiego konkursu Masz Głos organizowanego przez Fundację im. Stefana Batorego. Jury doceniło współpracę pomiędzy społecznościami lokalnymi a władzami samorządowymi. Nagrodę przyznano w kategorii Super Samorząd.

## Dyrekcja
Dyrektorem Zarządu Transportu Metropolitalnego jest Małgorzata Gutowska. Dodatkowo prace ZTM koordynują następujący dyrektorzy: Krzysztof Dzierwa – zastępca dyrektora ZTM ds. Administracyjnych, Aleksander Sobota – zastępca dyrektora ZTM ds. Przewozów, Adam Sujkowski – zastępca dyrektora ZTM ds. Kontrolingu oraz Główna Księgowa Ewa Długosz.